# 库兹涅茨克山

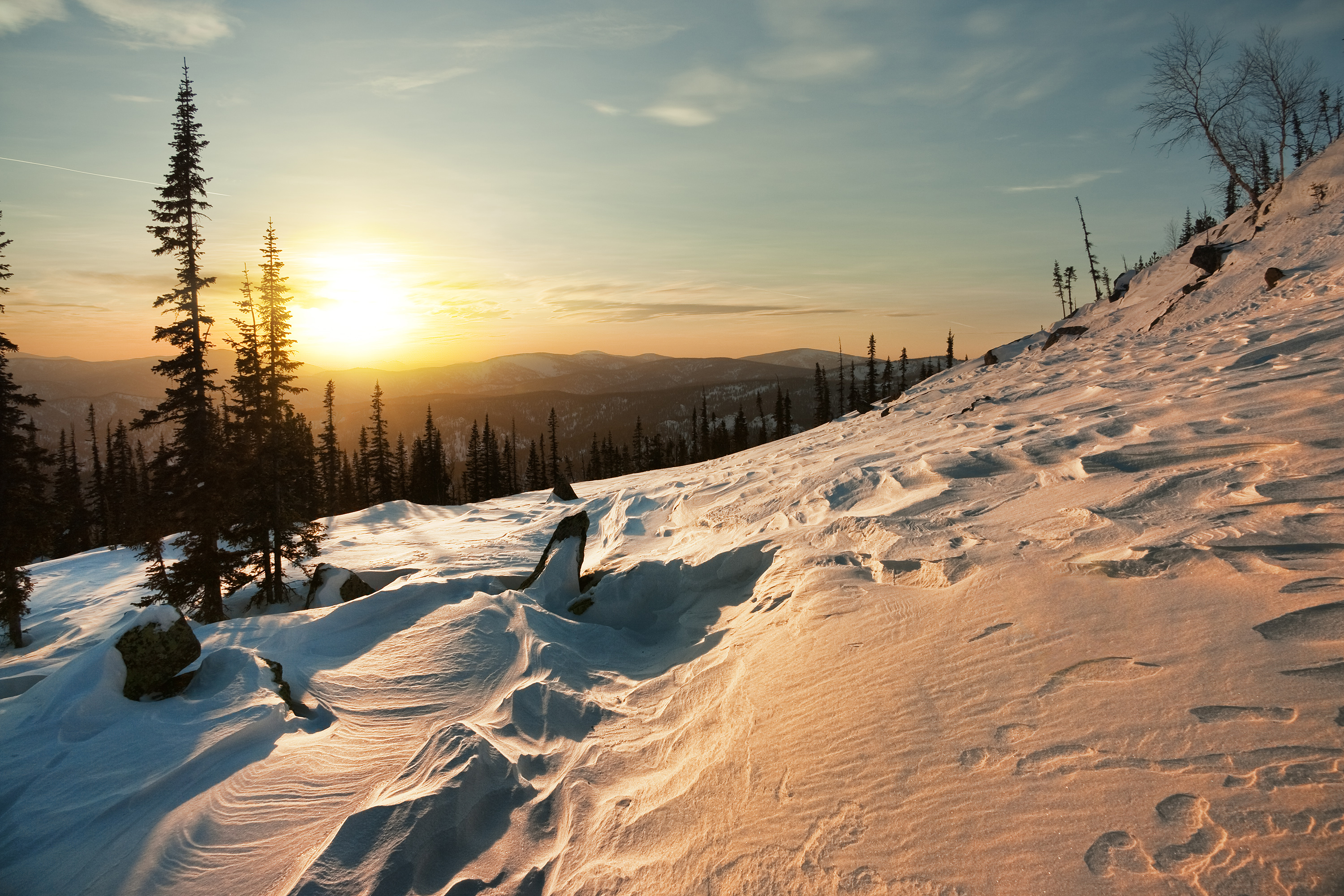
库兹涅茨克山日落景色

库兹涅茨克山（Кузнецкий Алатау）是一座位于俄罗斯西伯利亚南部的山脉，位於阿爾泰山以北、薩彥嶺以西，库兹涅茨克盆地和米努辛斯克盆地之間。海拔高度为2,178 米，为中亚山脉系统的一部分。
这些山轮廓平滑，西面较陡峭，东面为平缓的斜坡。森林中冷杉占绝对优势，只有在海拔较高地区，石松树占主导地位。高原大部分地区被大量的大卵石覆盖，亚高山草甸零星分布，在山脉南部的一些地方长着浓密的地衣和苔藓。
山脉的石头富含各种矿物，如铁、锰、霞石和黄金。